# Eversley Linley
Eversley Augustus Linley (* 1. November 1969) ist ein ehemaliger vincentischer Leichtathlet.

## Biografie
Eversley Linley nahm an den Olympischen Sommerspielen 1988, Olympischen Sommerspielen 1992 und Olympischen Sommerspielen 1996 teil. 1988 und 1992 scheiterte er jeweils im Vorlauf des 800-Meter-Laufs. 1992 startete er zudem im 4-mal-400 Meter-Staffellauf für sein Heimatland. Vier Jahre später bei den Spielen in Atlanta startete er nur im 4-mal-400 Meter-Staffellauf, wo er mit Eswort Coombs, Thomas Dickson und Erasto Sampson mit einer Zeit von 3:06,52 Minuten einen neuen Nationalen Rekord aufstellte.